# Imanta (1983)
Imanta (M-04), wcześniej Hr.Ms. „Harlingen” (M854) – holenderski, a następnie łotewski niszczyciel min typu Tripartite (Alkmaar) z lat 80. XX wieku. Okręt ma wyporność pełną 595 ton, a jego napęd stanowi silnik wysokoprężny i dwa silniki elektryczne. Jednostka osiąga prędkość 15 węzłów i zasięg 3000 Mm, a jej główne wyposażenie przeciwminowe stanowią dwa pojazdy podwodne oraz trały.
Okręt został zwodowany 9 lipca 1983 roku w stoczni Van der Giessen-de Noord w Alblasserdam, a w skład Koninklijke Marine został wcielony 12 kwietnia 1984 roku. Jednostka została skreślona z listy holenderskiej floty 16 sierpnia 2000 roku, po czym została sprzedana Łotwie i 7 marca 2007 roku weszła do służby w Latvijas Jūras spēki. „Imanta” nadal znajduje się w składzie łotewskiej floty (stan na 2023 rok).

## Projekt i budowa
Rosnące zagrożenie minowe, spowodowane postępem technicznym w konstrukcji nowych typów min morskich sprawiło, że nastąpiła potrzeba zastąpienia służących do tej pory do ich zwalczania klasycznych trałowców. Nowa metoda zwalczania min została opracowana w Wielkiej Brytanii w drugiej połowie lat 60. XX wieku: zakładała ona wykrywanie i zlokalizowanie min przez odpowiednie sonary, a następnie ich selektywne niszczenie przy pomocy bezzałogowych pojazdów podwodnych. Początkowo system ten Brytyjczycy umieścili na kilkunastu zbudowanych w latach 50. trałowcach typu Ton z drewnianymi kadłubami, które po przebudowie dały początek klasie niszczycieli min.
Proces zaprojektowania i budowy nowych jednostek tej klasy był bardzo kosztowny, gdyż trzeba było nie tylko wybrać i wykonać odpowiedni małomagnetyczny materiał na kadłub jednostek, ale też wyposażyć je w zaawansowane systemy elektroniczne służące do wykrywania i niszczenia małych obiektów podwodnych. Stworzenie takiego okrętu było jednak dla krajów Europy Zachodniej koniecznością, gdyż na początku lat 70. w służbie flot NATO znajdowały się niemal wyłącznie przestarzałe trałowce (z wyjątkiem sześciu nowoczesnych jednostek typu Circé, wprowadzonych do służby w Marine nationale w latach 1969–1973). Aby rozłożyć koszty projektu nowych okrętów, współpracę nawiązały trzy państwa: Belgia, Francja i Holandia, stąd opracowany wspólnie projekt otrzymał nazwę Tripartite (pol. trójprzymierze). Projektanci trzech krajów razem stworzyli ogólną koncepcję okrętu oraz projekt jego kadłuba, bazując na rozwiązaniach zastosowanych w typie Circé; dalszy podział obowiązków zakładał opracowanie przez Belgów instalacji elektrycznej i systemu niszczenia min, Francuzi mieli zaprojektować wyposażenie trałowe i systemy elektroniczne, zaś domeną Holendrów była siłownia główna.
Niszczyciele min typu Tripartite zostały zaprojektowane w latach 1973–1976. Łącznie w latach 1977–1995 zbudowanych zostało 40 okrętów tego typu: 10 dla Belgii, 10 dla Francji (określane tam jako typ Éridan), 15 dla Holandii (nazwane typem Alkmaar) oraz trzy jednostki dla Pakistanu i dwie dla Indonezji. Kompleks sonarowy jest w stanie wykrywać miny oraz obiekty minopodobne z odległości do 500 metrów i na głębokości maksymalnie 80 metrów oraz określić ich położenie z dokładnością do 15 metrów (na małej głębokości obiektu) przy stanie morza 5, a także wykonywać tradycyjne zadania trałowania.
Przyszły „Harlingen”, jeden z liczącej 15 okrętów serii holenderskich jednostek typu Tripartite, zbudowany został w stoczni Van der Giessen-de Noord w Alblasserdam pod numerem stoczniowym M854 . Aby umożliwić budowę jednostek typu Alkmaar, w stoczni powstała nowa hala montażowa o długości 144 metrów, szerokości 43 metrów i wysokości 23 metrów . Stępkę okrętu położono 30 listopada 1981 roku, a zwodowany został 9 lipca 1983 roku. Jednostka otrzymała nazwę na cześć jednego z najważniejszych miast holenderskiej wojny o niepodległość w XVI wieku – Harlingen . Koszt budowy okrętu wyniósł 75 milionów guldenów .

## Dane taktyczno-techniczne

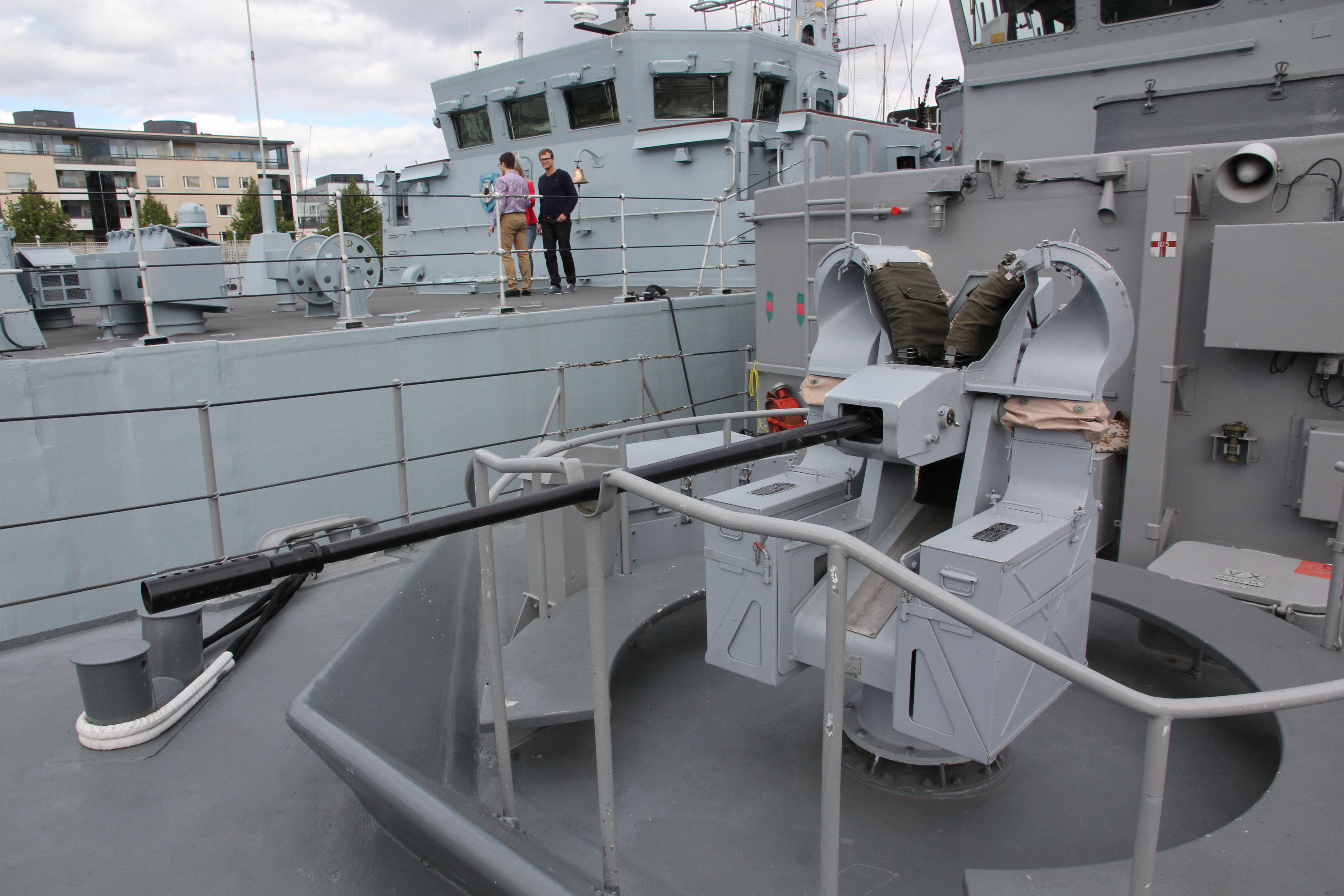
Armata automatyczna 20 mm Giat F2 na pokładzie „Tālivaldis”

Okręt jest niszczycielem min z kadłubem, pokładem i grodziami wykonanymi z laminatów poliestrowo-szklanych o łącznej masie 180 ton, w tym około 16 km tkaniny z włókna szklanego . Wewnątrz wyłożonego balsą kadłuba znajduje się szkielet usztywniający konstrukcję, z wzdłużnikami zwiększającymi odporność na podwodne wybuchy. Jednostka charakteryzuje się uniesionym dziobem i ciągłym pokładem głównym na przeważającej długości kadłuba, przechodzącym uskokiem do niskiej części rufowej. Na pokładzie znajduje się niska i długa nadbudówka, z pomostem bojowym w przedniej części; za pomostem umieszczony został maszt palowy, a za nim niski, zwężający się ku górze komin o ściętym wierzchołku. Na końcu nadbudówki zamontowany został drugi maszt z anteną łączności satelitarnej, a na pokładzie rufowym zainstalowano żurawik. Na rufie przewidziano też miejsce na kontener o masie 5 ton, przeznaczony na dodatkowe wyposażenie. Okręt wyposażony jest w aktywny system stabilizacji przechyłów, który tworzą wyposażone w silniki hydrauliczne zbiorniki paliwa w kształcie litery „V” oraz boczne stabilizatory. Autonomiczność okrętu wynosi 15 dób. Pomieszczenia okrętowe są klimatyzowane, a z udogodnień zainstalowano m.in. chłodnię i pralnię .
Długość całkowita wynosi 51,5 metra (47,1 metra między pionami), szerokość 8,9 metra i zanurzenie 2,5 metra (kadłuba, z opuszczonym sonarem sięga 3,8 metra) . Wyporność standardowa wynosi 562 tony, a pełna 595 ton. Główny napęd okrętu stanowi jeden silnik wysokoprężny Brons-Werkspoor A-RUB 215X-12 o mocy 1370 kW (1860 KM), napędzający pojedynczą śrubę o zmiennym skoku; na rufie znajdują się dwa stery z napędem elektrycznym. Napęd pomocniczy tworzą dwa silniki elektryczne ACEC o łącznej mocy 179 kW (240 KM) oraz dwa aktywne stery strumieniowe Schottel . Prędkość maksymalna okrętu wynosi 15 węzłów przy wykorzystaniu napędu głównego i 7 węzłów na silnikach elektrycznych. Zasięg jednostki wynosił 3000 Mm przy prędkości 12 węzłów.
Uzbrojenie artyleryjskie okrętu stanowi umieszczona w części dziobowej pojedyncza armata automatyczna kalibru 20 mm Giat 20F2 L/90 . Masa armaty z amunicją wynosi 470 kg, kąt podniesienia lufy od -15° do +60°, szybkostrzelność teoretyczna 720 strz./min, a donośność skuteczna od 1200 do 2000 metrów. Wyposażenie przeciwminowe stanowią dwa pojazdy podwodne PAP-104 oraz trał mechaniczny lekki i trał mechaniczny OD 3 Oropesa. Pojazdy podwodne PAP-104 (fr. Poisson Auto Propuise) mają długość 2,7 metra, szerokość 1,2 metra, wysokość 1,3 metra i masę 700 kg (w tym  przenoszony 100-kilogramowy materiał wybuchowy). Sterowane przewodowo mogą operować w odległości 500 metrów od okrętu na maksymalnej głębokości 300 metrów przy stanie morza 3; napędzane dwoma silnikami elektrycznymi mogą poruszać się z prędkością 5 węzłów i na jednym ładowaniu wykonać pięć trwających 20 minut akcji. Jednostka wyposażona została też w sprzęt do nurkowania, w tym w jednoosobową komorę dekompresyjną; w przypadku choroby dekompresyjnej nurka komora może zostać zabrana z pokładu przy pomocy śmigłowca .
Wyposażenie radioelektroniczne obejmowało początkowo radar nawigacyjny Racal-Decca 1229C i podkadłubowy sonar Thomson Sintra DUBM 21A, system wyznaczania pozycji Decca HI-FIK-6, system dowodzenia EVEC-20 oraz systemy radionawigacyjne Toran i Syledis.
W zależności od wykonywanych zadań załoga okrętu liczyła od 29 do 42 osób.

## Służba

### Holandia
Hr.Ms. „Harlingen” został wcielony w skład Koninklijke Marine 12 kwietnia 1984 roku, otrzymując numer taktyczny M854. Głównym rejonem działania jednostki było Morze Północne i Bałtyckie, a oprócz zadań zwalczania zagrożenia minowego okręt realizował także misje patrolowe . W lipcu 1994 roku „Harlingen” uczestniczył na wodach Zatoki Gdańskiej w ćwiczeniach z udziałem polskiego trałowca ORP „Rybitwa” oraz pięciu innych holenderskich okrętów przeciwminowych: niszczycieli min „Schiedam” (M860), „Urk” (M861) i „Willemstad” (M864) oraz trałowców „Naarden” (M823) i „Sittard” (M830). Hr.Ms. „Harlingen” został wycofany ze służby 16 sierpnia 2000 roku z powodu cięć budżetowych .

### Łotwa
We wrześniu 2005 roku Holandia zawarła, opiewający na kwotę 69,4 mln dolarów, kontrakt na sprzedaż Łotwie pięciu wycofanych ze służby niszczycieli min („Harlingen”, „Alkmaar”, „Delfzijl”, „Dordrecht” i „Scheveningen”). Po przeprowadzeniu remontu i zmianie wyposażenia (m.in. wymianie radarów na modele Furuno FR-2115 i Consilium Selesmar MM 950 oraz dodaniu uzbrojenia w postaci dwóch wkm kalibru 12,7 mm) okręt został wcielony do służby w Latvijas Jūras spēki 7 marca 2007 roku pod nazwą „Imanta” (numer taktyczny M-04)  Etatowa załoga okrętu w służbie łotewskiej liczy 44 osoby . W 2008 roku okręt po raz pierwszy został przyjęty do składu Stałego Zespołu Sił Obrony Przeciwminowej NATO (SNMCMG1) . W dniach 10–21 sierpnia 2015 roku na wodach łotewskich „Imanta” uczestniczył w ćwiczeniach BALTRON pod kryptonimem „Squadex II 2015” . 18 listopada, z okazji 97. rocznicy proklamowania niepodległości Łotwy, niszczyciel min udostępniono do zwiedzania w porcie w Rydze . Od 18 do 29 kwietnia 2016 roku „Imanta” i „Rūsiņš” brały udział w ćwiczeniach BALTRON „Squadex 1 2016” . Między 6 a 13 maja „Imanta” i „Tālivaldis” wraz z okrętem zaopatrzenia i dowodzenia „Varonis” uczestniczyły w corocznych międzynarodowych ćwiczeniach morskich państw bałtyckich „Baltic Fortress 2016” . 21 lipca w norweskiej bazie Haakonsvern dowodzona przez kmdra por. Guntisa Skunstiņša „Imanta” rozpoczęła półroczną, trwającą do 21 grudnia turę służby w Stałym Zespole Sił Obrony Przeciwminowej NATO (SNMCMG1)  . Podczas tego okresu służby niszczyciel min wziął udział m.in. w przeprowadzonych na wodach duńskich i niemieckich od 2 do 15 września międzynarodowych ćwiczeniach „Northern Coasts 2016” .
Od 3 do 13 kwietnia 2017 roku niszczyciele min „Imanta”, „Rūsiņš” i „Tālivaldis” wzięły udział w ćwiczeniach BALTRON „Squadex 1 2017” . W ich trakcie, 11 kwietnia w obecności ministra obrony oraz dowódców sił zbrojnych i marynarki Łotwy na wodach Zatoki Ryskiej odbyła się uroczysta parada floty z okazji 25. rocznicy odnowienia Marynarki Wojennej, w której uczestniczył m.in. „Imanta” . W dniach 18–31 sierpnia „Imanta” wraz z siostrzanym „Rūsiņš” wziął udział w operacji przeciwminowej „Open Spirit 2017” . W dniach 20–24 maja 2019 roku w pobliżu Lipawy odbyły się międzynarodowe ćwiczenia morskie pod nazwą „Baltic Fortress 2019”, w których ze strony łotewskiej uczestniczyły m.in. „Imanta”, okręt wsparcia i dowodzenia „Virsaitis” oraz „Varonis” . Od 24 czerwca do 5 lipca „Imanta” i „Virsaitis” wzięły udział w morskiej części manewrów Połączonych Sił Ekspedycyjnych NATO „Baltic Protector 2019”, a następnie niszczyciel min został udostępniony do zwiedzania w Windawie z okazji Święta Morza  . 9 sierpnia, z okazji stulecia łotewskiej marynarki wojennej, w obecności prezydenta Egilsa Levitsa oraz ministra obrony i dowódcy floty, w Zatoce Ryskiej odbyła się parada okrętów, w której udział wzięły m.in. okręt wsparcia i dowodzenia „Virsaitis”, okręt zaopatrzenia i dowodzenia „Varonis”, niszczyciele min „Imanta” i „Viesturs”, a także kilka jednostek obcych bander, w tym polski okręt ratowniczy ORP „Lech” (przez dwa kolejne dni okręty były w Rydze udostępnione do zwiedzania)  . Od 23 do 30 września „Imanta”, „Rūsiņš” i „Viesturs” uczestniczyły w Lipawie w ćwiczeniach łotewskiej marynarki pod kryptonimem „Flotex” .
Między 2007 a 2020 rokiem jednym z dowódców okrętu był kmdr por. Armands Grebežs . Od sierpnia do grudnia 2020 roku dowodzony przez kmdra por. Jurija Andriejewa „Imanta” operował w składzie Stałego Zespołu Sił Obrony Przeciwminowej NATO (SNMCMG1), biorąc m.in. w dniach 29 sierpnia – 11 września udział w ćwiczeniach przeciwminowych o kryptonimie „Sandy Coast 2020” i następnie „Hod ops” (od 4 do 6 listopada w Cieśninie Irbe)  . W dniach od 17 do 30 kwietnia 2021 roku w Zatoce Fińskiej „Imanta” i „Varonis” uczestniczyły w międzynarodowych ćwiczeniach obrony przeciwminowej „Open Spirit 2021”, a od 14 do 20 sierpnia na wodach terytorialnych Litwy oba okręty wzięły udział w ćwiczeniach BALTRON „Squadex 2021”  .
Nie wiadomo, czy „Imanta” został objęty prowadzoną od 2022 roku przez francuską firmę Exail modernizacją, dzięki której trzy z pięciu łotewskich niszczycieli min otrzymało zintegrowane systemy zarządzania walką przeciwminową MINTACS i UMISOFT oraz nowe wyposażenie do zwalczania min: pojazd podwodny A18-M, dwa systemy identyfikacji min SeaScan Mark 2 oraz 10 robotów podwodnych (systemów obrony przeciwminowej) K-STER C  . 18 listopada 2023 roku z okazji 105. rocznicy proklamacji niepodległości Łotwy niszczyciel min został w Rydze udostępniony do zwiedzania . Okręt nadal znajduje się w składzie łotewskiej floty (stan na 2023 rok) .